# Porzia (astronomia)
Porzia o Urano XII, è un satellite naturale del pianeta Urano che ha preso il nome dalla protagonista della commedia Il mercante di Venezia di William Shakespeare.
Solamente il 7% della luce irradiata viene riflessa dalla superficie; per questo esso risulta un corpo molto scuro.
Le scarse conoscenze sul suo conto si limitano alle dimensioni del diametro (140 km), dell'orbita e dell'albedo (0,08).

## Storia
È stato scoperto dalle immagini prese dalla Voyager 2 del 1º marzo 1986, ed ha ricevuto la designazione provvisoria S/1986 U 1.

## Parametri orbitali
È un satellite interno di Urano, e poiché la sua orbita risulta al di sotto del raggio orbitale sincrono, a causa del rallentamento di marea è destinato lentamente a cadere, ed un giorno si schianterà o su un anello o sulla superficie del pianeta.